# John Primrose Douglas
John Primrose Douglas, britanski general, * 1908, † 1975.